# Квінт Сульпіцій Камерін Петік
Квінт Сульпіцій Камерін Петік (лат. Quintus Sulpicius Camerinus Peticus; ? — 67) — державний діяч часів ранньої Римської імперії, консул-суффект 46 року.

## Життєпис
Походив з патриціанського роду Сульпіціїв Камерінів. Син Квінта Сульпіція Камеріна, консула 9 року. Про молоді роки нічого невідомо. Здобув гарну освіту.
Спочатку увійшов до жрецької колегії арвальських братів. У 46 році став консулом-суффектом разом з Марком Юнієм Сіланом. У 56—57 роках як проконсул керував провінцією Африка.
У 58 році звинувачений у здирництві, був виправданий імператором Нероном. У 60 році очолив Раду жертвоприношень. У 67 році за відсутності імператора Квінта Сульпіція разом з сином було вбито за намовою Геліоса, фаворита Нерона.

## Родина
- Сульпіція Претекстата, дружина Марка Ліцинія Красса Фругі